# سیارک ۲۵۴۰۵
سیارک ۲۵۴۰۵ (به انگلیسی: 25405 Jeffwidder، نامگذاری:1999VM32) بیست و پنج هزار و چهارصد و پنجمین سیارک کشف شده‌است که در ۳ نوامبر ۱۹۹۹ کشف شد.
قدر مطلق سیارک برابر ۹.۳ است.